# Pellumbesha Gjyli
Gjyli Pellumbesha (Pristina, 31 agosto 1986) è un'ex calciatrice albanese, di ruolo portiere. In carriera ha giocato per il Vllaznia e nella nazionale albanese.
Dopo il ritiro dall'attività agonistica, è entrata nel mondo della finanza e dell'imprenditoria, con investimenti in Italia, Slovenia, Serbia ed Albania.